# Губово
Губово (словац. Hubovo, угор. Hubo) — село, громада в окрузі Рімавска Собота, Банськобистрицький край, Словаччина. Кадастрова площа громади — 11,08 км². Населення — 142 особи (за оцінкою на 31 грудня 2017 р.).
Перша згадка датується 1235 року.

## Географія
Протікає Губовський потік.

## Населення
| Рік:            | 1994. | 2004.    | 2014.   | 2024.    |
| --------------- | ----- | -------- | ------- | -------- |
| Кількість осіб: | 170   | 142      | 134     | 113      |
| Різниця:        |       | -16,47 % | -5,63 % | -15,67 % |

| Рік:            | 2023. | 2024.   |
| --------------- | ----- | ------- |
| Кількість осіб: | 113   | 113     |
| Різниця:        |       | +1,42 % |